# Ulica Ruska w Tarnopolu

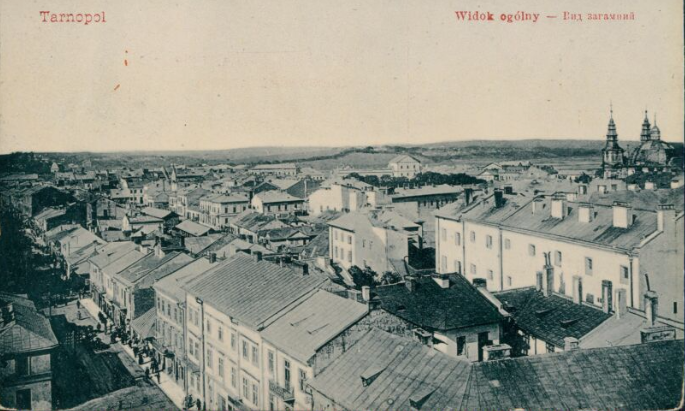
Widok na ulicę z wieży kościoła Matki Boskiej Nieustającej Pomocy w Tarnopolu

Ulica Ruska w Tarnopolu (ukr. вулиця Руська) – centralna ulica miasta Tarnopol, siedziby administracyjnej obwodu tarnopolskiego i rejonu tarnopolskiego. Zaczyna się na prawym brzegu rzeki Seret, od skrzyżowania ulic Hetmana Mazepy, Czumackiej oraz Drużby, biegnie niemal na wschód, kończy się na skrzyżowaniu z ulicą Wojakiw Dywiziji Hałyczyna (żołnierzy 14 Dywizji Grenadierów Waffen-SS (1 ukraińskiej)).
Przy ulice znajdują się zabytki o skalach państwowej i lokalnej, m.in.:
- Cerkiew Podwyższenia Krzyża Świętego w Tarnopolu
- Cerkiew Narodzenia Pańskiego w Tarnopolu

Dawniej przy zbiegu przedwojennych ulic Ruskiej i Mickiewicza znajdował się kościół parafialny pw. Matki Boskiej Nieustającej Pomocy.
Ulicą jest poprowadzona linia trolejbusowa.